# N. Mareotis Tholus
Il N. Mareotis Tholus è una struttura geologica della superficie di Marte.